# Saint-Astier, Dordogne
Saint-Astier är en kommun i departementet Dordogne i regionen Nouvelle-Aquitaine i sydvästra Frankrike. Kommunen ligger i kantonen Saint-Astier som tillhör arrondissementet Périgueux. År 2022 hade Saint-Astier 5 309 invånare.

## Befolkningsutveckling
Antalet invånare i kommunen Saint-Astier
Referens:INSEE